# Endotaria aptera
Endotaria aptera är en insektsart som beskrevs av Lucien Chopard 1951. Endotaria aptera ingår i släktet Endotaria och familjen syrsor. Inga underarter finns listade i Catalogue of Life.